# 조앤 제트
조앤 제트(Joan Jett, 1958년 9월 22일 ~ )는 미국의 록 기타리스트, 가수, 작곡가, 프로듀서이자 배우이다. 본명은 조앤 마리 라킨(Joan Marie Larkin)이다. 조앤 제트와 블랙하츠 활동으로 가장 유명하며, 1982년 3월 20일부터 5월 1일까지 빌보드 1위에 올랐던 최고 히트곡 "I Love Rock 'n' Roll"도 이 때 발표한 것이다. 그 외에도 대표곡으로 "Crimson and Clover," "I Hate Myself for Loving You," "Do You Want to Touch Me," "Light of Day," "Bad Reputation," "Little Liar." 등등이 있다. 제트는 미국음반산업협회 플래티넘 및 골드 음반으로 3회 올랐으며, 페미니스트 아이콘이기도 하다.
제트의 음역은 메조소프라노이다.